# Bisdom Caicó
Het bisdom Caicó (Latijn: Dioecesis Caicoënsis) is een rooms-katholiek bisdom met als zetel Caicó, in Brazilië. Het bisdom is suffragaan aan het aartsbisdom Natal.

## Geschiedenis
Het bisdom werd opgericht op 25 november 1939, uit delen van het bisdom Natal, en was suffragaan aan het aartsbisdom Paraíba. Op 16 februari 1952 wisselde het van kerkprovincie en werd suffragaan aan het nieuw verheven aartsbisdom Natal. 

## Parochies
Het bisdom had in 2021 een oppervlakte van 9.221 km2 en telde 279.492 inwoners waarvan 95,6% rooms-katholiek was.

## Bisschoppen
- José de Medeiros Delgado (15 maart 1941 - 4 september 1951)
- José Adelino Dantas (10 juni 1952 - 3 mei 1958)
- Manuel Tavares de Araújo (8 januari 1959 - 29 maart 1978)
- Heitor de Araújo Sales (5 mei 1978 - 27 oktober 1993)
- Jaime Vieira Rocha (29 november 1995 - 16 februari 2005)
- Manoel Delson Pedreira da Cruz (5 juli 2006 - 8 augustus 2012)
- Antônio Carlos Cruz Santos (12 februari 2014 - heden)

Natal (aartsbisdom) · Caicó · Mossoró